# 2000年4月逝世人物列表
2000年逝世人物列表：1月 - 2月 - 3月 - 4月 - 5月 - 6月 - 7月 - 8月 - 9月 - 10月 - 11月 - 12月
2000年4月逝世人物列表，是用於匯總2000年4月期間逝世人物的列表。

## 依日期排序

### 1日
- 埃裡克·畢曉普，74歲，加拿大體育記者和廣播員。
- 多蘿西·惠特森·弗裡德，81歲，紐西蘭作曲家。[1]
- 麥肯齊-斯圖爾特男爵，75歲，英國法官。[2]
- 格雷厄姆·曼恩，75歲，英國競技水手和奧運獎牌得主。[3]
- 威拉德·J·史密斯，89歲，美國海岸警衛隊海軍上將。[4]

### 2日
- 弗雷德·誇西·阿帕盧（Fred Kwasi Apaloo），79歲，迦納法官。[5]
- Synnøve Anker Aurdal，91歲，挪威紡織藝術家。
- 邦尼·布魯克（Bunney Brooke），80歲，澳大利亞女演員和選角導演，（Round the Twist，E街96號），腸癌和肝癌。[6]
- 托馬索·布塞塔，71歲，義大利黑手黨線人，死於癌症。[7]
- Greta Gynt，83歲，挪威歌手、舞蹈家和演員。[8]
- 羅伯特·塞恩斯伯里，93歲，英國商人和藝術捐助者。[9]

### 3日
- 米爾科·博博索夫，68歲，保加利亞國際象棋特級大師。
- 讓·多米尼克，69歲，海地記者，被殺。
- Mahpeyker Hanımsultan，82歲，奧斯曼公主。
- 瑪爾塔·霍普夫納（Marta Hoepffner），88歲，德國藝術家和攝影師。
- 埃裡·伊里安托（Eri Irianto），26歲，印尼足球運動員，心臟病發作。
- 伊芙琳·艾恩斯，99歲，蘇格蘭記者和戰地記者。[10]
- 特倫斯·麥肯納，53歲，美國民族植物學家，神秘主義者，精神病學家和腦癌作家。[11]
- 詹姆斯·桑菲，1999年，愛爾蘭高級蓋爾政治家。

### 4日
- 布蘭多齊尼奧，74歲，巴西足球運動員。
- 瑪麗·史密斯，97歲，美國歌手和雜耍藝人。
- 羅爾夫·平格爾，86歲，德國空軍飛行王牌，二戰期間鐵十字騎士十字勳章獲得者。
- 約翰·W·羅林斯，84歲，美國商人和政治家。[12]
- Carl L. Sitter，77歲，美國海軍陸戰隊軍官和榮譽勳章獲得者。[13]
- 威廉·斯托科，80歲，美國語言學家。[14]
- Sy Weintraub，76歲，美國電影和電視製片人。[15]

### 5日
- 卡尼卡·班納吉，75歲，印度歌手。
- Elisa Breton，93歲，法國藝術家和作家。
- 內馬圖拉·戈爾吉，74歲，伊朗戲劇和電影演員。
- 海因里希·穆勒，90歲，奧地利足球運動員和教練。
- 李·佩蒂，86歲，美國賽車手，NASCAR名人堂成員，死於腹主動脈瘤。[16]
- 伊琳娜·塞布羅娃，85歲，蘇聯空軍飛行員和軍官。
- 奇諾·威廉姆斯，66歲，美國演員。
- 羅蘭多·讚尼，86歲，義大利高山滑雪運動員和奧運選手。[17]
- 雅努什·齊奧科夫斯基，75歲，波蘭社會學家和政治家。[18]

### 6日
- 哈比卜·布尔吉巴，96歲，突尼西亞總統。[19]
- 穆罕默德·阿里·法丁，69歲，伊朗演員和摔跤手，死於心臟驟停。[20]
- 伯特倫·福雷爾，85歲，美國心理學家。
- 唐·詹森，88歲，美國棒球運動員。[21]
- 貝納迪諾·埃切維里亞·魯伊斯，87歲，厄瓜多羅馬天主教紅衣主教。

### 7日
- Bjarte Birkeland，79歲，挪威文學研究者。
- Broery，51歲，印尼歌手，中風。
- 梅里爾·福布斯，86歲，英國女演員。[22]
- 海因茨，57歲，德裔英國貝斯手和歌手，中風。[23]
- 南将之，58歲，日本奧運排球運動員。[24]
- 莫阿西爾·巴博薩·納西門托，79歲，巴西足球守門員，死於心臟病發。
- Werner Rauh，86歲，德國生物學家、植物學家和作家。

### 8日
- 易卜拉欣·艾哈邁德，86歲，庫爾德作家、小說家和法官。
- 阿爾弗雷多·阿爾卡拉，74歲，菲律賓漫畫家，死於癌症。[25]
- 伯尼·格蘭特，56歲，英國政治家，心臟病發作。[26]
- 嘉麗·杜莉華，90歲，美國女演員，死於呼吸衰竭。[27]
- 哈裡·威廉姆森，86歲，美國中長跑運動員。[28]
- František Šťastný，72歲，捷克大獎賽摩托車公路賽車手。

### 9日
- 艾倫·貝特羅克（Alan Betrock），49歲，美國音樂出版商，作家和唱片製作人，癌症。[29]
- 漢斯·布蘭德（Hansi Brand），87歲，二戰期間的匈牙利-以色列猶太復國主義活動家和救援工作者。
- 托尼·克里夫（Tony Cliff），82歲，英國托洛茨基主義作家和記者。[30]
- 凱薩琳·克魯克·德·坎普，92歲，美國科幻小說和奇幻作家。[31]
- 羅伯特·科默，78歲，美國外交官。[32]
- W·布魯斯·林肯，61歲，美國學者和作家。[33]
- 詹姆斯·威廉·馬龍，80歲，美國天主教會主教。

### 10日
- 拉巴赫·比塔特，74歲，阿爾及利亞政治家。
- 于倩，57歲，華裔香港女演員，死於癌症。[34]
- 阿諾德·詹森，78歲，美國演員。
- 彼得·鐘斯，79歲，英國演員。[35]
- 拉裡·林維爾，60歲，美國演員，死於肺癌。[36]
- 奧拉帕曼納，77歲，印度詩人，心臟病發作。
- 克爾斯滕·羅爾菲斯（Kirsten Rolffes），71歲，丹麥女演員，乳腺癌。[37]

### 11日
- 喬治·巴爾，84歲，蘇格蘭裔美國足球運動員。
- 戴安娜·達維，54歲，英國女演員，歌手和舞者。
- 安德列·多伊奇，82歲，匈牙利裔英國出版商。[38]
- Lucia Dlugoszewski，74歲，波蘭裔美國作曲家、詩人和發明家。[39]
- 德韋恩·道格拉斯，68歲，美式橄欖球運動員和教練。
- 薩爾瓦多·拉佐，81歲，菲律賓羅馬天主教會主教。
- 弗拉米尼奧·皮科利，84歲，義大利政治家。[40]
- Olav Økern，88歲，挪威越野滑雪運動員和奧運獎牌得主。[41]

### 12日
- 英格蒙德·本特松（Ingemund Bengtsson），81歲，瑞典政治家，議會議長。
- 大衛·克萊頓（David Crighton），57歲，英國數學家和物理學家。
- 卡門·狄龍（Carmen Dillon），91歲，英國電影藝術總監和製作設計師。[42]
- 马克斯·霍夫迈斯特（Max Hofmeister），87歲，奧地利足球運動員。[43]
- 羅納德·洛克利，96歲，威爾士鳥類學家和博物學家。[44]
- 傑拉爾德·弗朗西斯·奧基夫，82歲，美國天主教會主教，死於心臟病發。
- 克裡斯托弗·佩蒂特，24歲，美國演員，吸毒過量而死。[45]
- 賈爾斯·肖，68歲，英國政治家，死於中風。[46]
- 詹姆斯·沃倫伯格，72歲，美國法律學者，死於心臟病發。[47]

### 13日
- 喬治·巴薩尼，84歲，義大利作家。[48]
- Francey Bordagaray，90歲，美國棒球運動員。[49]
- 艾瓦爾斯·吉普斯利斯，63歲，拉脫維亞國際象棋特級大師。[50]
- 英格利斯·岡德里，94歲，英國作曲家、小說家和音樂學家。
- 彼特·明格，57歲，美國小號手和長號手。
- 阿爾伯特·特納，64歲，美國民權活動家，死於腹腔出血。

### 14日
- 路德維希·杜雷克，79歲，奧地利足球運動員。
- 塞巴斯蒂安·弗萊塔斯，53歲，巴拉圭足球運動員，死於中風。
- 泰德·喬治（Ted Grouya），89歲，羅馬尼亞裔美國作曲家。[51]
- 唐納德·古利克（Donald Gullick），75歲，威爾士橄欖球運動員。
- 菲尔·卡茨（Phil Katz），37歲，美國計算機程式師（zip檔格式），胰腺炎。[52]
- 奧古斯特·R·林特（August R. Lindt），94歲，瑞士律師和外交官。[53]
- 威爾夫·曼尼恩（Wilf Mannion），81歲，英國職業足球運動員。[54]
- 查理·奧羅克（Charlie O』Rourke），82歲，美式橄欖球運動員和教練。[55]
- 喬治·E·泰勒，94歲，美國漢學家。[56]

### 15日
- 愛德華·戈里，75歲，美國作家和插畫家，死於心臟衰竭。[57]
- 伊琳娜·古巴諾娃，60歲，俄羅斯芭蕾舞演員和電影女演員，死於肺炎。
- 巴季，87歲，緬甸藝術家。
- 歐內斯特·內格雷，92歲，法國地名學家。[58]
- Todd Webb，94歲，美國攝影師。[59]

### 16日
- 亨利·丹尼爾斯，87歲，英國統計學家。[60]
- 多明戈·費德里科，83歲，阿根廷班多鈕演奏家、詞曲作者和演員。
- 波利卡波·帕斯·加西亞，67歲，洪都拉斯軍事領導人，死於腎衰竭。
- Hayati Hamzaoğlu，67歲，土耳其演員。
- 梅愛芳，40歲，已故香港巨星梅艷芳的胞姐。
- 端姑赛布特拉，79歲，馬來西亞君主。
- 舍伍德·沃什伯恩，88歲，美國體質人類學家。[61]

### 17日
- 彼得·彼得罗维奇·格列博夫，85歲，俄羅斯演員。[62]
- 諾曼德·哈梅爾，44歲，加拿大非法自行車手和黑幫。
- 愛麗絲·萬豪，92歲，美國慈善家。[63]
- 弗拉基米爾·潘特列，54歲，烏克蘭中長跑運動員和奧運選手。[64]
- 寶拉·所羅門-林德伯格，102歲，德國古典女低音。
- 梅根·威廉姆斯，43歲，澳大利亞女演員和歌手，死於乳腺癌。

### 18日
- 以撒·貝倫布魯姆，96歲，波蘭裔以色列生物化學家。[65]
- 托尼·弗蘭克，56歲，美國演員。
- Maxwell Khobe，50歲，奈及利亞陸軍將軍，死於腦炎。
- Irja Lipasti，94歲，芬蘭短跑運動員和奧運選手。[66]
- 馬丁·梅爾曼，67歲，美國作曲家。[67]
- Erzsi Pártos，93歲，匈牙利女演員。[68]

### 19日
- 路易士·阿普爾鮑姆，82歲，加拿大電影配樂作曲家和指揮家。[69]
- 福田雅一，27歲，日本職業摔跤手，腦出血。
- 韓景職，97歲，韓國牧師。
- Grigor Khanjyan，73歲，蘇聯亞美尼亞藝術家、畫家和插畫家。
- 張圭哲，53歲，韓國拳擊手，奧運會銅牌得主。[70]
- 克魯姆·米列夫，84歲，保加利亞足球運動員和經理。
- 坎迪斯·紐梅克，10歲，美國虐待兒童，窒息的受害者。[71]
- 谢尔盖·扎雷金，86歲，蘇聯作家和環保主義者。

### 20日
- 弗雷德·博恩施，79歲，美國橄欖球運動員。[72]
- 比爾·迪恩，78歲，英國演員。
- 威利·哈蘭德，68歲，德國演員，死於心臟病發。[73]
- 菲力浦·柴爾茲·基南，92歲，美國天文學家。[74]

### 21日
- Gunther Gerzs，84歲，匈牙利裔墨西哥畫家、導演和編劇。[75]
- 艾爾·珀迪，81歲，加拿大詩人。[76]
- 羅伯特·H·羅賓斯，78歲，英國語言學家。[77]
- 蘇珊·斯蒂芬，68歲，英國電影演員。
- 尼加爾·蘇丹娜，67歲，印度女演員。

### 22日
- 亞歷山大·H·科恩，79歲，美國戲劇製片人。[78]
- 阿恩特·埃利亞森，84歲，挪威氣象學家。
- Toon Hermans，83歲，荷蘭喜劇演員，歌手和作家。[79]
- 埃德溫·奧多諾萬（Edwin O'Donovan），85歲，美國藝術總監。
- Robert W. Porter， Jr.，91歲，美國陸軍上將，心臟病發作。
- 瑪格麗特·辛迦納（Margaret Singana），62歲，南非音樂家。

### 23日
- 傑里·卡特納，98歲，美國黑幫，死於心臟病發。
- Erle Cocke，Jr.，74歲，美國商人和退伍軍人，死於胰腺癌。[80]
- 杉浦茂，92歲，日本漫畫家。
- 大衛·索恩，66歲，英國陸軍上將。[81]
- Pearl Padamsee，69歲，印度女演員、導演和製片人。

### 24日
- 馮公夏，香港商人和佛教界人士[82]。
- 德里克·奧爾胡森，86歲，英國奧運馬術運動員。[83]
- 約翰·貝克，65歲，紐西蘭板球運動員。[84]
- Chic Brodie，63歲，蘇格蘭足球運動員，前列腺癌。[85]
- 普魯·查普曼，50歲，紐西蘭游泳運動員和奧運選手。[86]
- 烏拉·伊薩克松，83歲，瑞典作家和編劇。[87]
- 威廉·摩爾，84歲，英國角色演員。
- Karamana Janardanan Nair，63歲，印度電影演員，死於中風。[88]
- Pearl Padamsee，69歲，印度女演員、導演和製片人。
- 巴金·比爾·史密斯，71歲，美國藍調歌手和詞曲作者，死於胰腺癌。
- 乔治·沃尔科夫，86歲，加拿大物理學家和學者。

### 25日
- Niels Viggo Bentzon，80歲，丹麥作曲家和鋼琴家。[89]
- 理查·卡爾，89歲，印度曲棍球運動員和奧運冠軍。[90]
- 理查·多納霍，90歲，加拿大律師和政治家。
- 本·費爾南德斯，75歲，美國政治家和財務顧問。
- 阿拉·拉裡奧諾娃，69歲，蘇聯和俄羅斯戲劇和電影女演員，死於心臟病發。[91]
- 呂西安·勒·凱姆，75歲，法國數學家。[92]
- 大衛·梅裡克，88歲，美國戲劇製片人和導演。[93]
- Franjo Rupnik，78歲，克羅埃西亞足球運動員。
- 穆克拉姆·夏爾馬，90歲，印度電影作詞人、劇本和故事作家。

### 26日
- 格雷戈里·吉萊斯皮，63歲，美國魔幻現實主義畫家，上吊自殺。[94]
- 歐內斯特·維克多·錫拉庫扎，81歲，美國外交官。
- Len Smith，82歲，澳大利亞橄欖球運動員。
- 赫伯特·韋克斯勒，90歲，美國法律學者。[95]

### 27日
- 查理斯·拉爾夫·博克瑟，96歲，英國歷史學家。[96]
- Ovid S. Crohmălniceanu，78歲，羅馬尼亞文學評論家和科幻小說作家。
- 克利福德·福賽斯，70歲，北愛爾蘭阿爾斯特統一黨政治家。
- 布魯克斯·勞倫斯，75歲，美國棒球運動員。[97]
- 小威廉·P·馬奧尼，83歲，美國律師和外交官。
- 埃雷特·威爾·麥克迪亞米德（Errett Weir McDiarmid），90歲，美國圖書館員和學者。
- 尤索夫·拉瓦（Yusof Rawa），76歲，馬來西亞政治家，肺炎。
- 薇姬·蘇·羅賓遜（Vicki Sue Robinson），45歲，美國歌手（“Turn the Beat Around”）和女演員，癌症。[98]

### 28日
- Kim Borg，80歲，芬蘭貝斯、教師和作曲家。[99]
- 亞瑟·戴克（Arthur Dake），90歲，美國國際象棋選手。
- 耶日·艾因霍恩（Jerzy Einhorn），74歲，波蘭-瑞典醫生，研究員和政治家，白血病。[100]
- 費德里科·布里托·菲格羅亞，78歲，委內瑞拉馬克思主義歷史學家和人類學家。
- 佩内洛普·菲兹杰拉德，83歲，英國作家。[101]
- 謝爾蓋·赫里斯蒂亞諾維奇，91歲，蘇聯/俄羅斯力學科學家。
- 傑克·默森，78歲，美國棒球運動員。[102]
- 道格·菲力浦斯，80歲，威爾士橄欖球運動員。

### 29日
- 簡·卡德威爾，85歲，美國游泳運動員和奧運選手。[103]
- 陈芳允，84歲，中國電氣工程師。
- Chintamani Panigrahi，78歲，印度獨立活動家和作家。
- 約翰·派翠克，81歲，美國橄欖球運動員。[104]
- Harriet Lange Rheingold，92歲，美國兒童發展心理學家。[105]
- 安東尼奧·布埃羅·瓦列霍，83歲，西班牙劇作家，死於中風。[106]
- 范文同，94歲，越南共產黨政治家，總理（1955-1976）。[107]
- 巴克·瓦納，69歲，美國棒球運動員。[108]
- Italo Zingarelli，70歲，義大利電影製片人。[109]

### 30日
- 瓦西裡斯·喬治亞迪斯，78歲，希臘電影導演和演員。
- 亨利·古德，81歲，美國曲棍球運動員和奧運選手。[110]
- 保罗·哈特林，85歲，丹麥政治家，首相（1973-1975）。[111]
- 伯恩哈德·海登，89歲，德裔美國作曲家。[112]
- 喬納·鐘斯，90歲，美國爵士小號手。[113]
- Marjorie Noël，54歲，法國流行歌手，死於腦溢血。
- 理查·辛巴，34歲，辛巴威橄欖球運動員，死於交通事故。
- 露絲·特納，86歲，美國海洋生物學家和疾病學家。[114]
- 巴里·烏拉諾夫，82歲，美國作家。[115]
- Leon Vandaele，67歲，比利時公路自行車賽車手。[116]